# Li Ying (football)
 (février 2019).
Pour les articles homonymes, voir Li Ying.
Li Ying, née le 7 janvier 1993 à Chongqing en Chine, est une footballeuse internationale chinoise. Elle joue au poste d'attaquante.
Elle termine meilleure buteuse de la Coupe d'Asie 2018 avec sept buts.

## Biographie

### Carrière internationale
Avec les moins de vingt ans, elle dispute la Coupe du monde des moins de vingt ans 2012 organisée au Japon.
Li Ying participe ensuite avec l'équipe de Chine à la Coupe du monde 2015, puis aux Jeux olympiques d'été de 2016. Lors du mondial organisé au Canada, elle joue deux matchs, contre le pays-hôte et la Nouvelle-Zélande. Lors des Jeux olympiques qui se déroulent à Rio de Janeiro, elle ne joue qu'une seule rencontre, face à la Suède.
Li Ying fait ensuite partie du groupe sélectionné pour la Coupe d'Asie 2018. Le 6 avril 2018, lors du match d'ouverture, Li Ying marque le troisième but face à la Thaïlande (4-0). Pour le deuxième match de groupe, Ying inscrit un doublé face aux Philippines, ce qui assure à la Chine la qualification pour les demi-finales (3-0). Pour le dernier match de groupe, Li inscrit un doublé, dont un penalty, face à l'équipe hôte de la compétition, la Jordanie (1-8). En demi-finale, la Chine perd pied face aux nippones, et retrouve menée (3-0). Li inscrit alors son sixième but de la compétition, mais ce dernier reste anecdotique. Pour le match de la troisième place, Li Ying ouvre la marque, ce qui aide son équipe à balayer son adversaire, la Thaïlande (3-1), pour finalement se classer troisième de la compétition.

## Palmarès
- Troisième de la Coupe d'Asie des nations 2018 avec l'équipe de Chine

## Distinctions personnelles
- Meilleure buteuse de la Coupe d'Asie des nations 2018 (sept buts)